# Eleonora degli Albizi
Eleonora degli Albizi, född 1543, död 1634, var mätress till Cosimo den store.
Hon var dotter till den florentinska adelsmannen Luigi degli Albizi och Nannina Soberini. Hon blev hovdam 1565 och samtidigt Cosimos älskarinna: de fick sonen Don Giovanni de Medici. 1567 tvingades hon bort från hovet då Cosimos barn tvingade honom att avsluta förhållandet genom att arrangera ett äktenskap mellan henne och adelsmannen Carlo Panciatichi, som i utbyte benådades från sitt dödsstraff och fick en stor hemgift.
1578 anklagades hon för äktenskapsbrott och spärrades in i kloster, där hon levde fram till sin död.